# Сысоев, Николай Николаевич (физик)
Николай Николаевич Сысоев (род. 17 сентября 1946, г. Владимир) — советский и российский физик. Доктор физико-математических наук по специальности 01.04.17 «химическая физика, в том числе физика горения и взрыва» (1996), профессор (2000), декан физического факультета МГУ имени М. В. Ломоносова (2012—2022), заведующий кафедрой молекулярных процессов и экстремального состояния вещества.

## Биография
В 1964 году поступил в Серпуховское высшее командно-инженерное училище и в 1972 году окончил полный курс МВТУ им. Н. Э. Баумана (факультет машиностроения). С 1972 года работает на физическом факультете МГУ. Член Учёного совета Московского университета, председатель комиссии Московского университета по научным вопросам, руководитель Центра квантовых технологий МГУ.
В 2019 году был кандидатом в члены-корреспонденты РАН.

## Научная деятельность
Научная деятельность связана с нестационарной физической газо- и гидродинамикой, радиофизикой и фотоникой. Занимается также проблемами  информационных технологий, систем локации и связи.
Н. Н. Сысоев — академик Российской Академии Естественных Наук, член-корр. Российской академии ракетных и артиллерийских наук, академик Международной академии наук экологии, безопасности человека и природы.
Является членом Научно-технического совета Военно-промышленной комиссии Российской Федерации. Член Совета директоров Научного парка МГУ. Член двух диссертационных советов МГУ. Возглавляет Учебно-методический совет по направлению «Физика» классических университетов России.
Главный редактор журнала «Вестник Московского университета (серия: физика и астрономия)», главный редактор бюллетеня «Новости науки физического факультета МГУ», главный редактор электронного журнала «Учёные записки физического факультета Московского университета», член редколлегии журнала «Вестник МГТУ имени Н. Э. Баумана», член редколлегии журнала «Физическое образование в ВУЗах», член редколлегии журнала «Наукоёмкие технологии».

### Публикации
Опубликовано более 300 научных работ.
- Artemov V.G., Volkov A.A., Sysoev N.N. Conductivity of aqueous hcl, naoh and nacl solutions: is water just a substrate?// EPL. 2015. Т. 109. № 2. С. 26002.
- Kornilova A.A., Sysoev N.N., Vysotskii V.I., Desyatov A.V. Generation of x-rays at bubble cavitation in a fast liquid jet in dielectric channels// Journal of Surface Investigation: X-Ray, Synchrotron and Neutron Techniques. 2009. Т. 3. № 2. С. 275-283.

## Награды и премии
За большой вклад в развитие науки, образования, подготовку специалистов и многолетнюю добросовестную работу награждён Медалью ордена «За заслуги перед отечеством» I степени, награждён Медалью ордена «За заслуги перед отечеством» II степени, лауреат Премии Правительства РФ за разработку и создание новой техники, награждён медалями «20 лет Победы на Германией», «50 лет Советской Армии», «300 лет Российского флота» и «850 лет Москвы», а также нагрудными знаками «Почётный работник высшего профессионального образования Российской Федерации» и «Почётный метролог».